# Lecteria (Lecteria) africana nigrilinea
Lecteria (Lecteria) africana nigrilinea is een ondersoort van de tweevleugelige Lecteria (Lecteria) africana uit de familie steltmuggen (Limoniidae). De ondersoort komt voor in het Afrotropisch gebied.